# جيمي ويلكنسون
جيمي ويلكنسون Jamie Wilkinson هو باحث في الإنترنت ومهندس برمجيات. بدأ ويلكنسون برنامج "اعرف الميم الخاص بك" ، وهو قاعدة بيانات لميمات الإنترنت واسعة الانتشار أثناء عمله في روكيتبوم في مدينة نيويورك. شارك ويلكنسون أيضًا في تأسيس في إتش إكس VHX، وهي منصة توزيع رقمية تستهدف صانعي الأفلام المستقلين ، والتي استحوذت عليها فيميو Vimeo في مايو 2016.

## روابط خارجية
- الموقع الرسمي